# Ghosthunters
Ghosthunters (Ghosthunters) è un film del 2016 diretto da Pearry Teo.

## Date di uscita
USA : 5 luglio 2016

Germania : 19 agosto 2016

Giappone : 2 novembre 2016

Italia : 29 Marzo 2017